# 爱德华多·加尔泽纳
爱德华多·加尔泽纳（義大利語：Edoardo Garzena，1900年5月4日—1984年5月26日），意大利男子拳击运动员。他曾代表意大利参加1920年夏季奥林匹克运动会拳击比赛，获得男子羽量级铜牌。